# Willi Schulz
Willi Schulz, född 4 oktober 1938 i Bochum, är en tysk före detta fotbollsspelare, försvarare (libero). 
Schulz var en stöttepelare i det västtyska landslaget under 1960-talet och deltog framgångsrikt i VM-slutspelen 1966 och 1970. Schulz kom fram i Västtysklands ungdomslandslag och var med i VM i Chile 1962. Han spelade i några av Tysklands största klubbar: FC Schalke 04 och Hamburger SV.

## Meriter
- 66 A-landskamper
- VM i fotboll: 1962, 1966, 1970
  - VM-silver 1966
  - VM-brons 1970

 Hamburger SV
- Tyska cupen
  - Tvåa: 1967

## Klubbar
- Hamburger SV
- FC Schalke 04